# Maremmanský skot
Maremmanský skot, maremmana, je krajové plemeno ze střední Itálie. Je charakteristické šedou barvou a dlouhými mohutnými rohy. Původně se jednalo o skot s trojstrannou užitkovostí, v současnosti je chováno jako masné plemeno, celkem je v Itálii asi 25 tisíc zvířat.

## Historie
Původ plemene je odvozen od skotu Etrusků a později Římanů, ke kterému se dále křížila zvířata Hunů. Po pozemkové reformě na začátku 20. století došlo k poklesům stavů tohoto skotu, na začátku 20. století se situace zlepšila a byla zavedena i kontrola dědičnosti a zdraví. Od druhé poloviny 20. století, když pracovní užitkovost skotu ztratila význam, počet zvířat opět poklesl, asi na 30 tisíc kusů. Při šlechtění na masnou užitkovost byl přikřížen i limousinský skot, chianina a charolais, to se ale neosvědčilo.

## Charakteristika
Maremmana je plemeno středního tělesného rámce, dobrého osvalení. Hrudník je široký, hřbet je rovný a záď dlouhá a široká. Nápadné jsou dlouhé rohy, které u krav mají lyrovitý tvar, u býků srpovitý. Zbarvení je světle šedé, býci jsou tmavší než krávy, především na krku a na lopatkách. Kůže je černá, stejně tak mulec a pazhehty. Telata se rodí červenohnědá a přebarvují se do třech měsíců věku.
Je to plemeno pevné konstituce, zvířata jsou nenáročná, dlouhověká a odolná proti nemocem. Krávy se poprvé telí nejdříve ve třech letech, častěji až o rok později. Jsou ale plodné, mezidobí je kratší než 14 měsíců. Významnější je masná produkce, jatečná výtěžnost býků dosahuje 64 %.